# Daniel Pattis
Daniel Pattis (* 25. März 1998) ist ein italienischer Langstrecken- und Bergläufer, der in Innsbruck lebt und studiert. 2017 wurde er Vize-Junioren-Weltmeister im Berglauf. Daniel Pattis ist Inhaber des „Ossi Pircher Preises“ als bester Südtiroler Juniorensportler des Jahres 2017.
Im Sommer 2020 entschied er die Italienmeisterschaften im Berglauf in Susa (Piemont) der Kategorie U23 für sich.